# S.T.A.L.K.E.R.: Call of Pripyat
Stalker: Call of Pripyat (ukrajinsky: Поклик Прип'яті, rusky: Зов Припяти) je stand alone sequel (tzn. není zapotřebí původní hra) k prvnímu dílu S.T.A.L.K.E.R.: Shadow of Chernobyl. Jedná se o first-person počítačovou střílečku ukrajinského studia GSC Game World. Podle tvůrců se má jednat o nejlepší díl z celé trilogie. Call of Pripyat běží opět na zdokonaleném X-Ray enginu a vylepšeném A-life systému. Oproti předchůdcům se hra odehrává na zcela nových lokacích, které jsou výrazně rozlehlejší, což se projevuje vyšší hardwarovou náročností (zejména pak paměti). Tvůrci také sází na 70 precizně vylepšených vedlejších questů.

## X-Ray 1.6 Engine
Hra běží na zdokonaleném X-ray enginu, který nově podporuje DirectX 11. Call of Pripyat (platí i pro předchozí tituly) je ovšem schopen využívat pouze 2 jádra CPU, což na vícejádrových CPU působí zbytečné problémy (zejm. QuadCore).

### Patche
- 2. listopadu 2009 uvolněn patch, který aktualizuje hru na verzi 1.6.01. Řeší zejména záležitosti okolo DirectX11 a opravuje některé pády hry.
- 21. ledna 2010 uvolněn patch, který aktualizuje hru na verzi 1.6.0.2. Ten optimalizuje výkon a opravuje několik chyb.
- Další patche již vydávány nebudou, ačkoli hra stále trpí velkým množstvím bugů. Tento postup je však u GSC již zcela běžný.[zdroj⁠?!] Některé bugy se dokonce přenášejí i z předchozích titulů aniž by byly řešeny (např. propadávání předmětů skrz textury, problémy s vylepšením zbraní a další).

## Lokace

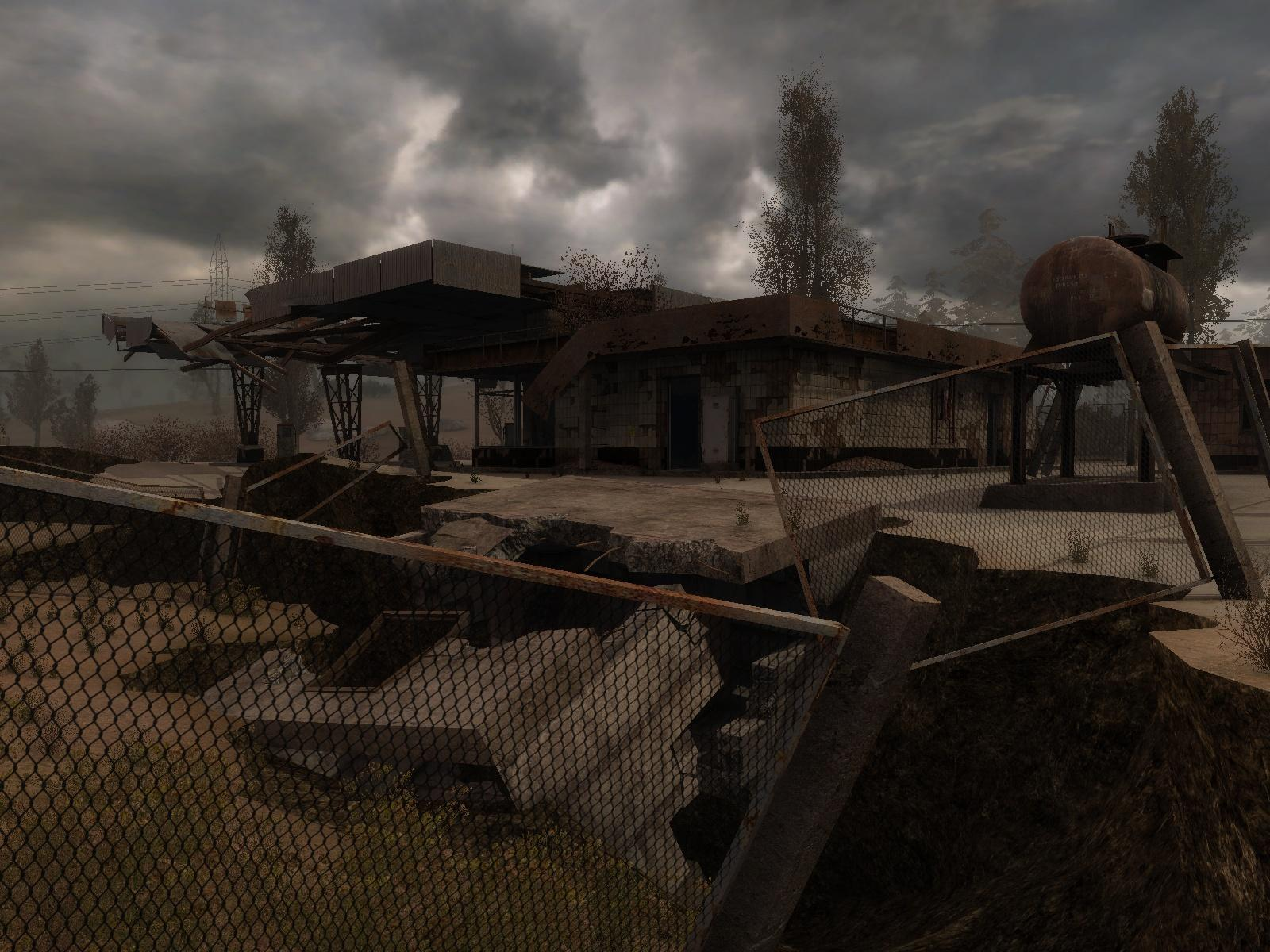
Stará čerpací stanice v oblasti Zaton

S.T.A.L.K.E.R.: Call of Pripyat obsahuje 3 hlavní lokace - Zaton (Pripjaťské bažiny), Jupiter (průmyslová oblast Jupiter s železniční stanicí Janov) a Pripyat (východní část města Pripjať). Mezi těmito 3 lokacemi se lze libovolně přesouvat (stačí zajít za navigátorem, který hráče za určitý obnos zavede do potřebné oblasti). Dále jsou zde 2 menší samostatné lokace - podzemní průchod z Jupiteru do Pripyati a tajná laboratoř X8, do kterých hráče zavede herní příběh.

## Frakce
Při své cestě Zónou se hráč setká s různými frakcemi, které jsou často navzájem v konfliktu. Hráč se nemůžete k žádné frakci přidat, avšak může získat jejich přízeň. Je však po celou dobu hry členem stalkerů, armády a SBU.

### Stalkeři
Dobrodruzi, nazývaní také jako Svobodní stalkeři/Samotáři jsou osamocení jedinci nebo sjednocená skupina odvážlivců, kteří přišli do Zóny hledat artefakty, pytlačit, skrývat se před zákonem nebo jen hledat dobrodružství. Jejich živobytím je hledání a následný prodej artefaktů, také se živí lovem mutantů nebo pracují pro vědce. Většina stalkerů se stará sama o sebe a ostatním frakcím nevěnuje přílišnou pozornost. Jsou ve válce s bandity, kteří je vydírají, unášejí nebo zabíjejí. Nemají v lásce ani armádu, ale i přesto jsou s ní zapojeni v nezákonného obchodu se zbraněmi a artefakty. Stalkeři jsou také ve válce s jednotkami Monolitu. Jsou neutrální ke Svobodě, Povinnosti a vědcům. I když jsou stalkeři popisováni jako frakce, není to tak docela pravda, protože (podobně jako žoldáci) nemají žádnou hlavní základnu, ani žádného hlavního vůdce a nejsou jako celek příliš jednotní, i když existují výjimky (např. barman Fousáč sídlící na lodi Skadovsk v Zatonu).

### Bandité
Lupiči a nájezdníci, bez výčitek svědomí. Jsou to převážně bývalí zločinci a trestanci, kteří přišli do Zóny skrývat se před zákonem, lichvařit, obchodovat se zbraněmi, drogami či artefakty. Bandité jsou nemilosrdní a obecně nepřátelští nejen k ostatním frakcím, ale i k sobě navzájem. Jejich velikost je malá, jejich zbraně a ochrana levné a nekvalitní. Jsou ve válce se stalkery, které vydírají placením výpalného, okrádají o artefakty a v neposlední řadě také prodávají do otroctví nebo zabíjejí. Ačkoli se na první pohled jeví jako organizovaná jednotná frakce, jsou často neorganizovaní a rozdělení do samostatných klanů pod vedením jednotlivých šéfů. Příkladem takových šéfů jsou Sultán z lodi Skadovsk v Zatonu, Spodek z kontrolního stanoviště a Šišák ze skladiště kontejnerů v Jupiteru.

### Svoboda
(rusky: Свобода) je polovojenská organizace, která bojuje za volný přístup do Zóny. Tvoří ji anarchisté, hipíci, volnomyšlenkáři, huliči marihuany ale i stalkeři, kteří již nechtějí žít na vlastní pěst. Původně byla založena skupinou svobodných stalkerů, zaměřenou na výzkum Zóny a její ochranu. Jedná se o jednu z největších a nejlépe vyzbrojených frakcí v Zóně, i když je slabší než Povinnost. Svoboda používá převážně výzbroj armád NATO. Názory členů Svobody jsou poněkud "husitské", věří ve společné vlastnictví, v čemž vidí cestu bezpečného života v Zóně (co je mé, je tvé). Často vyrážejí se stalkery hledat artefakty, které potom zpeněží, přičemž pravidelně pořádají pitky plné alkoholu a marihuany. Nemají v lásce armádu a vědce, kteří podle nich Zónu zneužívají k pokusům a Zóna to pak vrací v podobě útoků mutantů, anomálií a nebezpečného záření. Jsou skálopevně přesvědčeni, že Zóna je přínosem pro celé lidstvo a jakmile armáda a vědci odejdou, začne se Zóna chovat přátelsky a mírumilovně. Vzhledem k jejich ideálům jsou ve válečném stavu s Povinností, kterou otevřeně pohrdají, také s bandity a žoldáky. K vědcům a stalkerů se chovají neutrálně. Ve srovnání s Povinností má Svoboda decentralizovanou velitelskou strukturu. I přesto jsou členové Svobody schopni (když je potřeba) seskupit se v organizovanou bojovou sílu. Svoboda má velitelství na nádraží Janov, které sdílí spolu s Povinností jako neutrální území. Velitelem frakce v Janově je podplukovník Loki.

### Povinnost
(rusky: Долг) je polovojenská organizace, která se snaží o zničení Zóny a zabránit tak její expanzi do okolního světa. Společně se Svobodou se jedná o jednu z největších frakcí v Zóně. Povinnost byla založena generálem Tačenkem. Tvoří ji bývalí vojáci a armádní specialisté bývalé vojenské expedice, kteří přežili nástrahy a hrůzy Zóny, ale i stalkeři. Používají běžnou armádní výzbroj a výstroj upravenou pro podmínky Zóny. Hlavním velitelem Povinnosti je generál Voronin, sídlící v Rostoku. Povinnost vidí Zónu jako rakovinový vřed, který musí být zničen za každou cenu. Věří, že Zóna se neustále zvětšuje a tím ohrožuje okolní svět. Chtějí toho dosáhnout tím že zabijí všechny mutanti, zničí všechny anomálie a frakce typu Svoboda. Silně se liší od ostatních frakcí, jako jsou Svoboda nebo vědci, kteří vidí Zónu jako dar pro lidstvo. Vzhledem k jejich ideálům jsou nepřátelští vůči Svobodě, která se snaží podkopávat jejich úsilí na každém kroku, banditům a žoldákům. Otevřeně spolupracují s vědci, přinášejí jim získané artefakty, prozkoumávají pro ně anomální oblasti nebo hlídají jejich bunkr, n přesvědčení že dosáhnou rychleji svého cíle. Ve srovnání se Svobodou je Povinnost dobře organizovaná s přísnou hierarchií a byrokracií. Každý člen má vojenskou hodnost a jasně definovanou odpovědnost. Noví rekruti musí složit přísahu. Příslušníci povinnosti jsou disciplinovaní, mají přísný vojenský kodex a vojenský režim (zkrátka úplný opak Svobody). Povinnost má velitelství na nádraží Janov, které sdílí spolu se Svobodou jako neutrální území. Velitelem frakce v Janově je podplukovník Šulga.

### Monolit
Jedná se o tajemný náboženský kult bojovníků, fanaticky věřících v artefakt, zvaný Monolit/Plnič přání (rusky: Монолит). Monolit byl původně skupinou stalkerů, kteří byli fascinovaní Zónou. Byli přátelští a mírumilovní, ale nikdo je nechápal. Vydali se tedy do centra Zóny. Toho využilo Uvědomění, které z nich svým ovlivňováním noosféry přesvědčilo, že v černobylském sarkofágu existuje masivní artefakt a oni jsou jeho svatí ochránci, kteří jej musí chránit před každým narušitelem. Fascinace se obrátila na posedlost a posedlost se obrátila na fanatismus. Uvědomění získalo kontrolu nad jejich myšlenkami a ze svobodných stalkerů se stali naprogramovaní roboti, bez svobodné vůle, uctívající "Plnič přání" jako nejvyšší božstvo.
Nikdo neví, kde mají hlavní základnu, ale pravděpodobně v sarkofágu černobylské elektrárny. Jejich struktura a organizace jsou téměř neznámé. Existuje však hypotéza, že operují ve skupinách od pěti do dvaceti mužů, v jejichž čele stojí tzv. "kazatel". Ten motivuje ostatní v boji a pronáší "modlitby". Všichni bojovníci si tykají a oslovují se "bratře". Příslušníci Monolitu jsou fyzicky na stejné úrovni, jako běžný člověk, ale jejich náboženská horlivost z nich činí smrtelně nebezpečné protivníky. Jsou schopni pokračovat v boji i poté, co dojde munice a velmi dobře ovládají boj zblízka. I kdyby stáli proti tisícinásobné přesile a silnějším zbraním, bojují do posledního dechu a nikdy se nevzdávají. Díky hlubokým znalostem Zóny dokáží své nepřátele často přelstít.
Nové členy rekrutují ze stalkerů, u kterých získalo psi-zařízení kontrolu nad jejich myslí. Mohou také komunikovat s Uvědoměním, prostřednictvím zvláštních antén, které vztyčují. Monolit je velmi dobře vybavený a má obrovské množství výzbroje ve srovnání s ostatními frakcemi. Bojovníci Monolitu mají ve svém arzenálu zbraně Varšavské smlouvy i NATO, a také používají zařízení vyvinutá Uvědoměním nebo skupinou Jasná Obloha (např. Gaussovy pušky). Jejich speciálně upravené obleky, brnění, skafandry a exoskeletony, jsou kvalitnější než zařízení používaná Povinností, Svobodou nebo žoldáky. Není známo odkud dostávají své vybavení, ale pravděpodobně mají agenty, kteří odkupují zbraně od zkorumpovaných vojenských papalášů. Pokud nebojují, zkoumají Zónu, meditují nebo hledají artefakty. Artefakty jsou pro ně něco jako vzácné relikvie, posvátné objekty, a proto je umí i patřičně využívat. Kromě toho jsou extrémně odolní vůči účinkům zombie přeměny, či psi-záření a zcela imunní vůči emisím. Jsou nepřátelští vůči všem frakcím (kromě zombie) a v Pripjaťi neustále bojují s Armádou. Není známo, kdo je jejich hlavní vůdce.

### Armáda
Pracuje pro ukrajinskou vládu. V počátcích vzniku Zóny, tvořila armáda podstatnou část lidské přítomnosti v oblasti. I když není přesně známo, kolik území bylo pod vojenskou kontrolou, většina byla alespoň pod její částečnou kontrolou. V návaznosti na první a druhé emisi však postupně ztratila svou moc nad vnitřní částí Zóny v návaznosti na vnik nových anomálií a útokům mutantů. Armáda má za úkol střežit Zónu a udržovat bezpečnost podél hranic Zóny, aby se zabránilo neoprávněným nájezdům stalkerů, rozšíření distribuce artefaktů do světa bez vládní kontroly. Ukrajinská vláda vydala dekret o tom, že pokud se jakékoliv osoby pokusí neoprávněně vstoupit do Zóny, mají být okamžitě zastřeleny. Na jednu stranu se armáda stará o to, aby se do Zóny nedostalo více stalkerů než je nutné a nedošlo k většímu rabování, na stranu druhou se jedná o nejvíce zkorumpovanou frakci v Zóně (vojáci často střílejí stalkery - jen tak ze srandy, od banditů přijímají tučné úplatky za ignoraci pašování zbraní, prodávají vojenské zásoby Svobodě nebo Monolitu, atd.). Velení jednotek v Zóně se nachází v Kordonu (velení armády jako takové v Kyjevě), nejvyšší velitel je prezident Ukrajiny. Armáda nemá v lásce stalkery, kvůli tomu, že vynášejí do vnějšího světa radioaktivní materiál (artefakty). Vojáci jsou dobře vyzbrojení a obecně používají zbraně Varšavské smlouvy. Maskovací uniformy s taktickými vestami a silná brnění poskytují vojákův v boji dostatečnou ochranu. S žoldáky, bandity a Monolitem je armáda ve válečném stavu, k stalkerům, Svobodě a Povinnosti se chová neutrálně. S vědci má dobré vztahy.
Kromě řadových vojáků existují v Zóně ještě dvě speciální skupiny:
- Elitní jednotky Spetsnaz - jsou elitní jednotky Státní bezpečnostní služby složené z nejlepších vojáků Ukrajiny. Mají vynikající bojový výcvik, vojenské vybavení a jsou speciálně vyškolení o nástrahách a nebezpečích Zóny. Bývají nasazováni do nejnebezpečnějších bojových operací a mohou být doprovázeni i těžkou technikou v podobě obrněných transportérů BTR-70 a bitevních vrtulníků Mi-2 a Mi-24. Operátoři Spetsnaz úzce spolupracují s vojenskými stalkery.
- Vojenští stalkeři - jsou bývalí stalkeři, kteří uzavřeli smlouvu s armádou, obdržely vojenský výcvik a vybavení a specializují se na operace hluboko uvnitř Zóny. Jako takoví jsou velice ceněni ve svém oboru, jelikož mají rozsáhlé znalosti o artefaktech, anomáliích a Zóně jako takové. Z tohoto důvodu dostávají vojenští stalkeři nejlepší vybavení, které armáda může nabídnout. Pracují jednotlivě, v malých pětičlenných týmech nebo speciálních četách. Z pravidla úzce spolupracují s operátory Spetsnaz.

Právě Spetsnaz a vojenští stalkeři byli letecky vysláni směrem k Černobylu v rámci operace "Průplav". Došlo však k nehodě a přeživší vojáci se po strastiplné cestě dostali do Pripjaťi, kde neustále válčí s Monolitem. Velitelem jednotek v Pripjaťi je plukovník Kovalskij.

### Služba bezpečnosti Ukrajiny
Služba bezpečnosti Ukrajiny (zkráceně SBU) je hlavní vládní bezpečnostní agentura Ukrajiny v oblasti kontrarozvědky a boje proti terorismu v Zóně. Jejím úkolem získávání informací (např. o tajných laboratořích a prováděných výzkumech v Černobylu). Zároveň její příslušníci zabraňují jejich šíření a eliminují všechny (nejčastěji žoldáky), kteří chtějí tyto informace vynášet za hranice Zóny nebo dokonce za hranice Ukrajiny. Agentem, rozvědčíkem nebo spolupracovníkem SBU může být kdokoliv a i když je agent zabit, mnohdy se nedá vůbec zjistit jestli to byl pracovník rozvědky nebo je obyčejný stalker. Pracují většinou osamoceně nebo ve velmi malých skupinách. Nejčastěji jsou agenty SBU bývalí stalkeři, kteří se Zónou mají zkušenosti a získají od vlády oficiální povolení k pobytu v ní. Významným představitelem SBU je major Alexandr Děkťarjov, hlavní hrdina hry, který je sám zkušený stalker. SBU má neutrální vztahy se všemi frakcemi.

### Vědci
Vědci stejně jako Armáda a SBU pracují pro ukrajinskou vládu. Do Zóny byli vysláni za účelem zkoumání zdejšího ekosystému (flóry, fauny, anomálií a artefaktů), aby bylo možné řádně využít její potenciál pro dobro lidstva. Přestože hlavní tok financování pochází především z Ukrajiny a Ruska, zájem o jejich výzkum je celosvětový. Jejich základnou je bunkr u nádraží Janov. Vědci se zaměřují především na výzkum nových zdrojů energie, antigravitace, modifikace genomu, teleportace, studium a rozebírání artefaktů a mutantů. Dalším z jejich klíčových oblastí výzkumu jsou tajné laboratoře X. Aby bylo možné se pohybovat v anomáliích co nejbezpečněji, vytvořili speciální ochranné obleky. Vědci jsou dobří myslitelé, ale špatní bojovníci. Z toho důvodu mají tendenci představovat pro kohokoliv snadný cíl. Proto jsou nuceni na práci v terénu nebo ochranu svého bunkru najímat žoldáky, stalkery nebo bojovníky Povinnosti. Vědci jsou kromě žoldáků a Monolitu ke všem frakcím neutrální a nejsou zapojeni do žádných konfliktů. Velitel expedice je profesor Hermann.

### Žoldáci
Žoldáci jsou skupina soukromých vojenských jednotek, pracujících za žold. Jedná se o bývalé vojáky, specialisty, kriminálníky, partyzány, příslušníky soukromých vojenských společností nebo známých teroristů, kteří nabízejí své služby za nejvyšší cenu. Žoldáci jsou schopni vypořádat se prakticky s jakýmkoliv protivníkem. Jsou obvykle najímáni bohatými a mocnými korporacemi na získávání artefaktů, objevování tajných laboratoří. Žoldáci nejsou (stejně jako stalkeři nebo bandité) jednotná frakce. Pracují v autonomních týmem, nezávislých na sobě. V Zóně pátrají pro "klienta", který má seriózní zájem o tajné laboratoře a výzkumy v nich prováděné. Jeho identitu nezná ani SBU. Pokud jde o zbraně a vybavení, disponují velkým množstvím zbraní, často vyrobených na zakázku a vybavených optikami a tlumiči. Nejčastěji používají zbraně NATO, i když někdy mohou využívat i zbraně Varšavské smlouvy. Pokud jde o ochranu, disponují specifickými modrými kombinézami a exoskeletony. Jedinou nevýhodou žoldáků je, že jim chybí rozsáhlé znalosti o Zóně, což se jim často nevyplácí.
Žoldáci nemají stanovený žádný kodex, žádné krédo a tak každý žoldák skupiny může mít zcela odlišné názory a postoje než ten druhý. Zatímco jedeni jsou dostatečně civilizovaní a vyjednáváním dosahují vzájemného porozumění, druzí se chovají jako bezohlední vrazi, kteří zabijí každého, kdo se jim připlete do cesty. V konečném důsledku jsou žoldáci dost nepředvídatelní. Žoldáci nemají stanovené cíle, ústředí ani centrální velení. Jako takový, pracující i jako násilní gangsteři na výplatní listině banditů a pomáhají jim okrádat stalkery. Jejich modus operandi a organizace obecně závisí na zaměstnavateli, což znamená, že jejich dodavatelé mají pravděpodobně vliv na jejich vztahy s ostatními frakcemi v Zóně. Většina stalkerů žoldákům nedůvěřuje a vyhýbá se jim širokým obloukem, protože se obávají, že by mohli dostat kulku do hlavy. Žoldáci jsou k ostatním frakcím neutrální. Mají mnoho velitelů, např. Šakal, Hák, Špína atd.

### Zombie
Jsou to stalkeři, vojáci, žoldáci, bandité, zkrátka všichni, kteří se radiaci vystavovali více než bylo snesitelné pro jejich organismus. Dlouhodobé působení radiace si u nich vyžádalo krutou daň v podobě trvalého poškození mozku. Zbláznili se a stali se z nich "chodící mrtvoly". V Zóně se jich vyskytují velké počty. I když zombie mohou využít svých zbraní, jsou velice hloupé, pomalé a těžkopádné, jelikož ztratily své předchozí dovednosti. Při konverzacích mezi sebou mluví jen v útržcích vět a nesrozumitelných formulacích. Jsou velmi agresivní a útočí na vše živé, co se ocitne v jejich dosahu (kromě příslušníků Monolitu). Ve větších počtech mohou být nebezpeční.

## Mutanti
V Zóně žije celá řada kreatur, které jsou vůči lidem nepřátelské. Každé zvíře je jinak odolné, má jiné schopnosti a platí na něj jiná taktika boje.
- Tarbíci: malí, velice rychlí hlodavci, čeledi tarbíkovitých. Jsou snadno zranitelní, ale většinou útočí ve větším počtu. Největším nebezpečím je podceňování jejich velikosti.
- Slepí psi: slepé šelmy, vyskytující se ve smečkách. Osamocení jedinci nejsou příliš nebezpeční. I přesto, že jsou slepí, dokáží se pohybovat velice rychle a obratně. Jejich kousnutí jsou celkem bolestivá.
- Pseudopsi: oproti slepým psům jsou daleko odolnější a rychlejší. Mají schopnost dělat daleké skoky a způsobovat citelná zranění.
- Kanci: jsou jednoduše zmutovaná divoká prasata, jež útočí zblízka svými tesáky. Většinou se pohybují se stády flasek. Jsou celkem nemotorní a těžkopádní.
- Flaksy: čtyřnozí mutanti, kteří svým vzhledem připomínají ovce. Způsobují jen lehká zranění, nejsou příliš rychlí a mají nízkou inteligenci. Pokud na ně hráč narazí, většinou začnou jen zmateně běhat.
- Snorkové: zmutovaní lidé, jejichž inteligence klesla vlivem radiace na úroveň primitivního dravce, avšak jejich fyzická síla se znásobila. Dokážou daleko skákat a způsobovat vážná zranění. Díky jejich rychlosti a obratnosti je poměrně těžké je zasáhnout.
- Poltergaisti: tajemná stvoření, která útočí tak, že vrhají předměty na své protivníky, pomocí telekineze. Existují dva druhy (podle toho v jaké anomálii se vyskytují): elektrický poltergaist a ohnivý poltergaist. Lze je velice snadno zabít.
- Upíři: středně silní mutanti v pokročilém stádiu mutace. Jsou velice rychlí, mrštní, odolní a navíc mají schopnost se zneviditelnit. Z úst jim visí chapadla, kterými sají krev svých obětí. Vyskytují se poblíž močálů a v podzemí.
- Kontroloři: zmutovaní humanoidi, útočící na dálku, pomocí telepatie, díky čemuž dokáží ovládnout mysl své oběti a udělat zní svou loutku nebo ji rovnou zabít. Na blízko nedokáží těchto schopností používat s takovou razancí, a tak útočí rukama. Jedná se o středně nebezpečné mutanty. Na nohách nosí modré džíny.
- Trpaslíci: (někdy také Bureři) zmutovaní humanoidi, bojující pomocí telekineze. Jedná se o výsledek genetických experimentů, jenž se živí mršinami. Ve srovnání s člověkem jsou velice malého vzrůstu (odtud název "trpaslíci"). Mají velké hrubé ruce a na sobě nosí černé pláště s kapucí. Jedná se o silné a odolné mutanty, kteří dokáží zastavit letící kulky nebo svému protivníkovy na dálku vyrvat zbraň z rukou. Také dovedou napodobit pláč malé holčičky, který prozrazuje jejich přítomnost. Mají strach z jasného světla, a proto žijí v temných podzemních prostorách nebo jeskyních.
- Chiméry: jedná se o odolné a silné mutanty, kteří útočí na svou kořist velkými skoky. Mají dvě hlavy, mohutné tlapy s ostrými drápy, řev tygra a má enormní sílu. Jedná se o hybrid psa a divokého prasete, který v noci loví a přes den spí ve svém doupěti.
- Pseudoobři: pravděpodobně největší a nejsilnější mutanti v Zóně. Útočí svojí velkou silou. Mají pět končetin: čtyři ruce (dvě zakrnělé a dvě mohutné, obrovské, svalnaté) a jednu nohu. Dokáží způsobovat dupáním malé zemětřesení, čímž mohou značně ochromit své nepřátele. Také jsou radioaktivní. Jejich nebezpečnost spočívá nejen v síle, ale i v obrovské odolnosti. Navzdory těmto faktorům jsou velmi pomalí a těžkopádní.

## Příběh

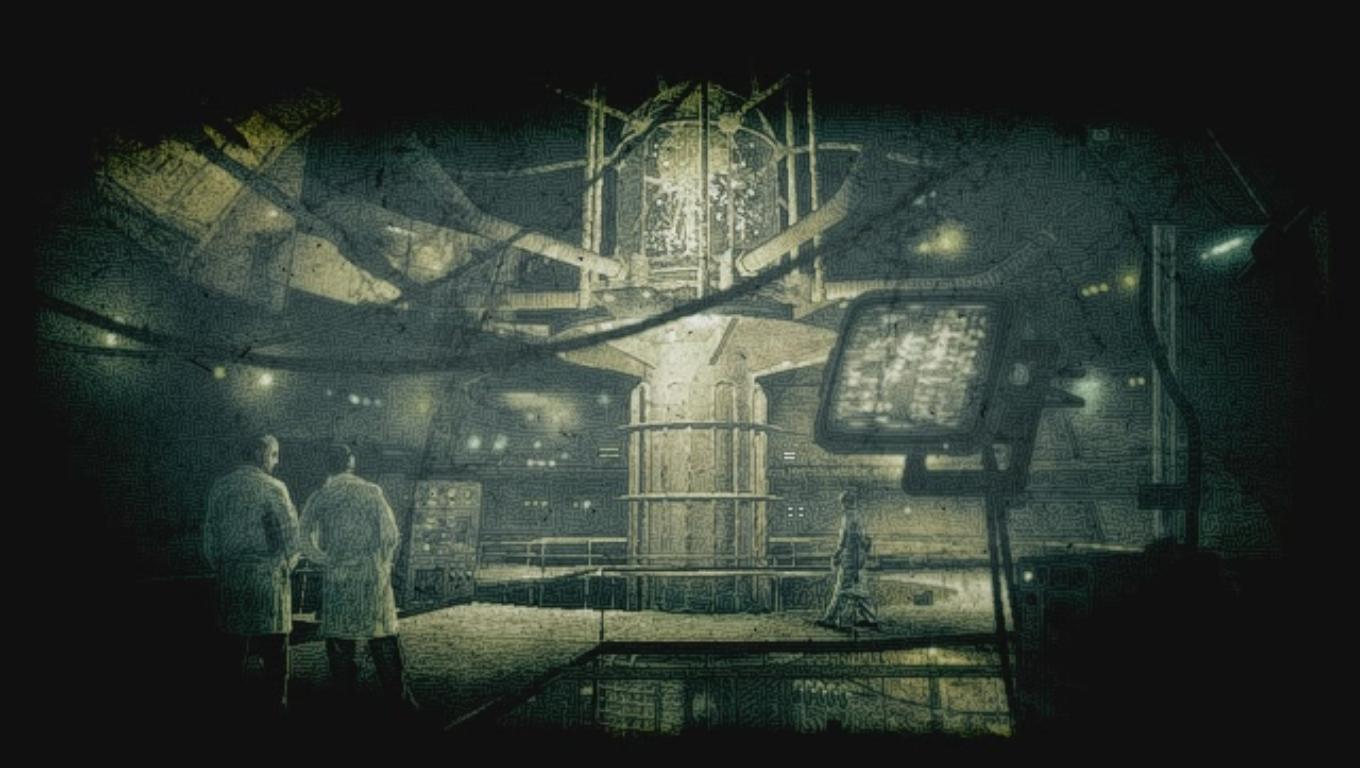
Laboratoř x16

### 1986
Vše začalo 26. dubna 1986, kdy v Černobylské jaderné elektrárně na severu Ukrajiny v brzkých hodinách došlo k přehřátí a následné explozi čtvrtého reaktoru. Do vzduchu se uvolnil obrovský mrak radioaktivního prachu, který se rozletěl napříč SSSR, přes Střední Evropu a Skandinávii na západ a dostal se až do Ameriky.
Následky katastrofy byly tak hrozné, že vláda Sovětského svazu se rozhodla evakuovat obyvatelstvo přilehlých vesnic a měst (hlavně Pripjať a Černobyl). Ze zamořených oblastí v rozsáhlém okruhu 30 km od elektrárny je vytvořena přísně střežená, nepřístupná Zóna.

### 1989
Poškozený reaktor byl zapečetěn do mohutného betonového sarkofágu a z důvodů nedostatku elektřiny v zemi byly zbylé tři reaktory uvedeny zpět do provozu. Dokonce pokračovaly stavební práce na pátém a šestém reaktoru. Zóna se začala užívat k prvním vědeckým pokusům.

### 1991
Po vzniku nezávislé Ukrajiny odtržením od SSSR pokračuje nová vláda v experimentech. Skutečnost, že oblast kolem elektrárny je téměř neobydlená a zbylé tři reaktory vyrábí velké množství energie, vedla ke vzniku sítě tajných laboratoří (x7, x8, x10, x12, x16, x18 a x19) pod vedením tajné výzkumné organizace Skupina (rusky: Группа). Armáda tvoří největší část lidské populace Zóny.

### 2006
10. června 2006 oslnilo Zónu jasné světlo a rázem nastalo úplné ticho. Poté přišel hlasitý hrom, na obloze se začaly hromadit mraky. Z nebe začaly sršet rudé blesky, země se otřásala jako při zemětřesení a nakonec přišla mohutná exploze, která zabila vše živé. Epicentrum výbuchu bylo kilometr vzdálené od elektrárny. Drtivá většina vojáků, zemřela mrknutím oka.

### 2008
Vědci pojali podezření, že provádění různých pokusů a jejich následné vymknutí se kontrole bylo příčinou druhé exploze. Všechny expedice, které byly vyslány do Zóny skončily tragicky a ta hrstka přeživších vyprávěla příběhy o různých smrtících anomáliích a zmutovaných monstrech s nadpřirozenými schopnostmi.
Vědci nebyli schopni odhalit pravou příčinu exploze a navíc s šokem zjistili, že Zóna se zvětšila o celých 5 km. Do Zóny začaly přicházet nelegální první pracovníci a dobrodruzi. Armáda stále kontroluje velká území.

### 2009
V Zóně žije asi 100 až 300 neidentifikovaných osob. Tito lidé si říkají "stalkeři" a vydávají se do Zóny hledat dobrodružství, pytlačit, skrývat se před zákonem nebo pátrat po tajemstvích Černobylu. Nejčastěji si však vydělávají sběrem anomálních útvarů se zvláštními schopnostmi, jež nazývají "artefakty" a které se dají prodat zákazníkům mimo Zónu za štědré sumy. Armáda zvětšuje počty vojáků nasazených v Zóně.

### 2010
Řady stalkerů se stále rozrůstají. Přestože Armáda vytvořila na okrajích Zóny střežené kordony, stalkeři už "osídlili" celý obvod Zóny. Oblasti dále od okrajů stále zůstávají neprozkoumané a pokusy o proniknutí do středu končí fiaskem. Armáda ztrácí kontrolu nad obrovským územím v Zóně.

### 2012
Stalker jménem Střelec (rusky: Стрелок) odhalil tajemství mocného psi-vysílače, přezdívaného "Vypalovač mozků" , schopného zničit lidskou mysl a vypnul ho. Důsledkem toho se do středu Zóny hrnou desítky stalkerů. Jedni hledají bájný "Plnič přání", jiní přicházejí ve snaze nasbírat hromady vzácných artefaktů a namastit si kapsy, další láká průzkum elektrárny. Vědci rozšiřují své působení v Zóně a staví nové mobilní laboratoře. Armáda zahajuje operaci "Monolit", s cílem dostat pod kontrolu města Černobyl a Pripjať. Operace končí neúspěchem a většina vojáků je zabita při emisi nebo se změní na zombie. Přeživší vojáci přecházejí k vědcům, stalkerům a žoldákům.
Situace začíná být ukrajinské vládě, armádě i tajným službám trnem v oku, a proto se rozhodnou vyslat do středu Zóny ještě jeden vojenský výsadek, který má za cíl zajistit elektrárnu. Operace dostane krycí název "Průplav" (anglicky: Fairway, rusky: фарватер). Armádní vrtulníky Mi-24 plné výsadkářů, vybavených nejmodernější výzbrojí a výstrojí se rozletí směrem k elektrárně, nejbezpečnější letovou cestou, s podrobnými mapami anomálií. Navzdory pečlivým přípravám skončí operace fatálním debaklem - spojení je přerušeno a z mise se nevrátí ani jeden vrtulník.
Služba bezpečnosti Ukrajiny tedy vysílá svého agenta, majora Alexandra Děkťarjova (hráč), bývalého stalkera, aby záhadu vyšetřil. Děkťarjov vybaven útočnou puškou, potravinami na dva týdny a vysílačkou pro spojení s velitelstvím vyráží do centra Zóny zjistit, co se stalo s vrtulníky a prozkoumat evakuační místa s cílem najít ty, kteří případně přežili.
Hráč začíná v lokaci Zaton, kde se setká se stalkery.

### Freeplay
Po splnění poslední mise se hráč může rozhodnout zda nasedne do evakuačního vrtulníku nebo po výzvě na odchod zvolí odpověď Ne a hra pokračuje v tzv. Freeplay módu dále. Hráč pak má možnost splnit některé vedlejší mise, které ještě nedokončil, získat některá ocenění nebo se jen libovolně toulat Zónou. Hru může kdykoli ukončit u libovolného průvodce zvolením možnosti "Chci opustit zónu."

### Konce
Ke konci hry se lze dostat mnoha způsoby a závěrů (konců) hry je mnoho. Záleží např. zda se hráč přikloní ke Svobodě či Povinnosti, zda pomůže banditům nebo stalkerům, zda nalezne Oázu atd.

## Zbraně
Ve hře jsou k dispozici následující zbraně, které jsou zpracované podle skutečných předloh:

### Pistole
| Skutečný název zbraně      | Název v Call of Pripyat | Hmotnost | Střelivo | Standardní velikost zásobníku | Granátomet | Optický zaměřovač | Tlumič                  | Další                       |
| -------------------------- | ----------------------- | -------- | -------- | ----------------------------- | ---------- | ----------------- | ----------------------- | --------------------------- |
| Makarov PM                 | PMm                     | 0,50 kg  | 9x18 mm  | 8 nábojů                      | nelze      | nelze             | nelze                   | možno změnit kalibr na 9x19 |
| Fort-12mk2                 | Fora-12                 | 0,83 kg  | 9x18 mm  | 12 nábojů                     | nelze      | nelze             | nelze                   | možno změnit kalibr na 9x19 |
| Beretta 92F                | Martha                  | 1,00 kg  | 9x19 mm  | 15 nábojů                     | nelze      | nelze             | lze natrvalo domontovat | možno změnit kalibr na 9x18 |
| Walther P99                | Walker P9m              | 0,69 kg  | 9x19 mm  | 16 nábojů                     | nelze      | nelze             | lze natrvalo domontovat |                             |
| Browning HP                | HPSS-1m                 | 0,88 kg  | 9x19 mm  | 13 nábojů                     | nelze      | nelze             | nelze                   | možno změnit kalibr na 9x18 |
| Colt 1911                  | Kora 919                | 1,14 kg  | .45 ACP  | 7 nábojů                      | nelze      | nelze             | nelze                   |                             |
| SIG P220                   | SIP-t M220              | 0,72 kg  | .45 ACP  | 7 nábojů                      | nelze      | nelze             | lze připojit            |                             |
| Heckler & Koch USP Compact | UDP Compact             | 0,72 kg  | .45 ACP  | 12 nábojů                     | nelze      | nelze             | lze připojit            |                             |
| IMI Desert Eagle           | Black Kite              | 1,00 kg  | .45 ACP  | 12 nábojů                     | nelze      | nelze             | nelze                   |                             |

### Brokovnice
| Skutečný název zbraně | Název v Call of Pripyat | Hmotnost | Střelivo | Standardní velikost zásobníku | Granátomet | Optický zaměřovač | Tlumič | Další                                                 |
| --------------------- | ----------------------- | -------- | -------- | ----------------------------- | ---------- | ----------------- | ------ | ----------------------------------------------------- |
| TOZ 34                | Lovecká brokovnice      | 3,10 kg  | 12x70 mm | 2 broky                       | nelze      | nelze             | nelze  | dvouhlavňová (lze vystřelit oba broky téměř současně) |
| TOZ 66                | Upilovaná brokovnice    | 1,90 kg  | 12x70 mm | 2 broky                       | nelze      | nelze             | nelze  | dvouhlavňová (lze vystřelit oba broky téměř současně) |
| Mossberg Maverick 88  | Chaser 13               | 3,00 kg  | 12x70 mm | 7 broků                       | nelze      | nelze             | nelze  | Možno získat i unikátní variantu Predator             |
| Franchi SPAS-12       | SPSA-14                 | 4,40 kg  | 12x70 mm | 8 broků                       | nelze      | nelze             | nelze  | lze si objednat Carrabiner na 10 broků                |
| Armsel Protecta       | Eliminator              | 3,00 kg  | 12x70 mm | 12 broků                      | nelze      | lze připojit      | nelze  |                                                       |

### Samopaly
| Skutečný název zbraně | Název v Call of Pripyat | Hmotnost | Střelivo | Standardní velikost zásobníku | Granátomet | Optický zaměřovač | Tlumič       | Další                       |
| --------------------- | ----------------------- | -------- | -------- | ----------------------------- | ---------- | ----------------- | ------------ | --------------------------- |
| Heckler & Koch MP5    | Viper 5                 | 2,50 kg  | 9x19 mm  | 30 nábojů                     | nelze      | nelze             | lze připojit | možno změnit kalibr na 9x18 |

### Útočné pušky
| Skutečný název zbraně | Název v Call of Pripyat | Hmotnost | Střelivo   | Standardní velikost zásobníku | Granátomet              | Optický zaměřovač       | Tlumič                  | Další                                        |
| --------------------- | ----------------------- | -------- | ---------- | ----------------------------- | ----------------------- | ----------------------- | ----------------------- | -------------------------------------------- |
| AKS 74U               | AKM-74/2U               | 2,70 kg  | 5.45x39 mm | 30 nábojů                     | nelze                   | nelze                   | nelze                   |                                              |
| AKS 74                | AKM-74/2                | 3,30 kg  | 5.45x39 mm | 30 nábojů                     | lze připojit            | po upgradu lze připojit | nelze                   | možno změnit kalibr na 5.56x45 mm            |
| AN-94 Abakan          | AC 96/2                 | 4,00 kg  | 5.45x39 mm | 30 nábojů                     | po upgradu lze připojit | lze připojit            | nelze                   |                                              |
| Enfield L85A1         | IL86                    | 5,00 kg  | 5.56x45 mm | 30 nábojů                     | nelze                   | vestavěn                | po upgradu lze připojit | možno změnit kalibr na 5.45x39 mm            |
| Z-M LR 300            | TRs301                  | 2,70 kg  | 5.56x45 mm | 30 nábojů                     | lze připojit            | lze připojit            | lze připojit            |                                              |
| SIG SG 550            | SGI-5K                  | 4,50 kg  | 5.56x45 mm | 30 nábojů                     | lze připojit            | nelze                   | nelze                   |                                              |
| Heckler & Koch G36    | GP37                    | 3,60 kg  | 5.56x45 mm | 30 nábojů                     | nelze                   | vestavěn                | nelze                   |                                              |
| FN F2000              | FT-200M                 | 4,60 kg  | 5.56x45 mm | 30 nábojů                     | vestavěn                | vestavěn                | nelze                   |                                              |
| AS VAL                | SA Avalanche            | 2,50 kg  | 9x39 mm    | 20 nábojů                     | nelze                   | lze připojit            | vestavěn                |                                              |
| OTs-14 Groza          | Tunder S14              | 3,20 kg  | 9x39 mm    | 20 nábojů                     | vestavěn                | nelze                   | nelze                   | lze získat Storm na munici varšavské smlouvy |

### Odstřelovací pušky
| Skutečný název zbraně | Název v Call of Pripyat | Hmotnost | Střelivo   | Standardní velikost zásobníku | Granátomet | Optický zaměřovač | Tlumič                  | Další |
| --------------------- | ----------------------- | -------- | ---------- | ----------------------------- | ---------- | ----------------- | ----------------------- | --- |
| VSS Vintorez          | Vintar BC               | 3,20 kg  | 9x39 mm    | 10 nábojů                     | nelze      | vestavěn          | vestavěn                | |
| SVU                   | SVUm2                   | 4,40 kg  | 7.62x54 mm | 10 nábojů                     | nelze      | vestavěn          | po upgradu lze připojit | |
| SVD                   | SVDm2                   | 4,90 kg  | 7.62x54 mm | 10 nábojů                     | nelze      | vestavěn          | nelze                   | |
| Gaussova puška        | Gaussova puška          | 5,50 kg  | Baterie    | 10 nábojů                     | nelze      | vestavěn          | nelze                   | Hráč zbraň obdrží po splnění mise: Předmět 62; Každého Stalkera i mutanta (vyjma pseudoobra) lze touto zbraní zabít na 1 výstřel - v případě, že nepřátelé stojí v řadě, lze jich "prostřelit" několik naráz |

### Kulomety
| Skutečný název zbraně | Název v Call of Pripyat | Hmotnost | Střelivo   | Standardní velikost zásobníku | Granátomet | Optický zaměřovač | Tlumič | Další                                                                  |
| --------------------- | ----------------------- | -------- | ---------- | ----------------------------- | ---------- | ----------------- | ------ | ---------------------------------------------------------------------- |
| PKM                   | RP-74                   | 7,50 kg  | 7.62x54 PP | 100 nábojů                    | nelze      | nelze             | nelze  | Se zbraní nelze běhat; Možno získat i unikátní variantu Zulusova RP-74 |

### Granátomety
| Skutečný název zbraně | Název v Call of Pripyat | Hmotnost | Střelivo      | Standardní velikost zásobníku | Granátomet | Optický zaměřovač | Tlumič | Další                                                        |
| --------------------- | ----------------------- | -------- | ------------- | ----------------------------- | ---------- | ----------------- | ------ | ------------------------------------------------------------ |
| RG-6                  | Buldog 6                | 6,68 kg  | Granát VOG-25 | 6 granátů                     | -          | nelze             | nelze  | Revolverový granátomet s velmi vysokou destrukční schopností |
| RPG-7                 | RPG-7u                  | 5,50 kg  | Hlavice OG-7R | 1 raketa                      | nelze      | vestavěn          | nelze  | Extrémní destrukční schopnost                                |

Téměř všechny zbraně lze vylepšit u techniků. V Zatonu u technika jménem Kardan a v Jupiteru u technika Nitráka. Těm je třeba donést 3 druhy nářadí - nářadí pro základní práci, pro jemnou práci a pro kalibraci. Pak mohou provádět všechny úpravy a vylepšení.

### Granáty
| Název         | Hmotnost | Použití | Popis                                                          |
| ------------- | -------- | ------- | -------------------------------------------------------------- |
| Granát RGD-5  | 0,30 kg  | ruční   | útočný, ruční granát s účinkem exploze 5 m                     |
| Granát F1     | 0,30 kg  | ruční   | obranný, ruční granát s účinkem exploze 7 m, metající šrapnely |
| Granát M203   | 0,08 kg  | střelné | granát do podvěsného granátometu M203, ráže 40 mm              |
| Granát VOG-25 | 0,08 kg  | střelné | tříštivý granát do podvěsného granátometu Koster               |

### Doplňky
| Název                   | Hmotnost | Střelivo      | Popis |
| ----------------------- | -------- | ------------- | --- |
| Granátomet M203         | 1,36 kg  | Granát M203   | Jednoranný, zezadu nabíjený, podvěsný granátomet používaný armádami NATO s vysokou destrukční schopností                |
| Granátomet GP-25 Koster | 1,30 kg  | Granát VOG-25 | Jednoranný, zepředu nabíjený, podvěsný granátomet, používaný armádami Varšavské smlouvy s vysokou destrukční schopností |
| Optika PSU-1m           | 0,20 kg  | -             | klasická sovětská optika se pětinásobným zvětšením                                                                      |
| PSU-1                   | 0,20 kg  | -             | optika pro boj ve městě a na střední vzdálenosti                                                                        |
| NSPU-3                  | 0,20 kg  | -             | fixní optika se pětinásobným zvětšením se systémem nočního vidění                                                       |
| PSS-2x                  | 0,20 kg  | -             | fixní optika se pětinásobným zvětšením se zabudovanou termovizí                                                         |
| Tlumič                  | 0,10 kg  | -             | efektivní tlumič hluku výstřelu, který je možno libovolně modifikovat                                                   |
| Optika SUSAT 4x         | 0,20 kg  | -             | fixní optika se čtyřnásobným zvětšením používaný příslušníky armád NATO                                                 |
| SUSAT zaměřovač „Mera“  | 0,20 kg  | -             | optika s automatickou úpravou obrazu                                                                                    |
| SUSAT Night x4          | 0,20 kg  | -             | fixní optika se čtyřnásobným zvětšením se systémem nočního vidění                                                       |
| SUSAT Twilight x1.6     | 0,20 kg  | -             | optika s vysokým kontrastem pro boj ve zhoršených světelných podmínkách                                                 |

## Artefakty

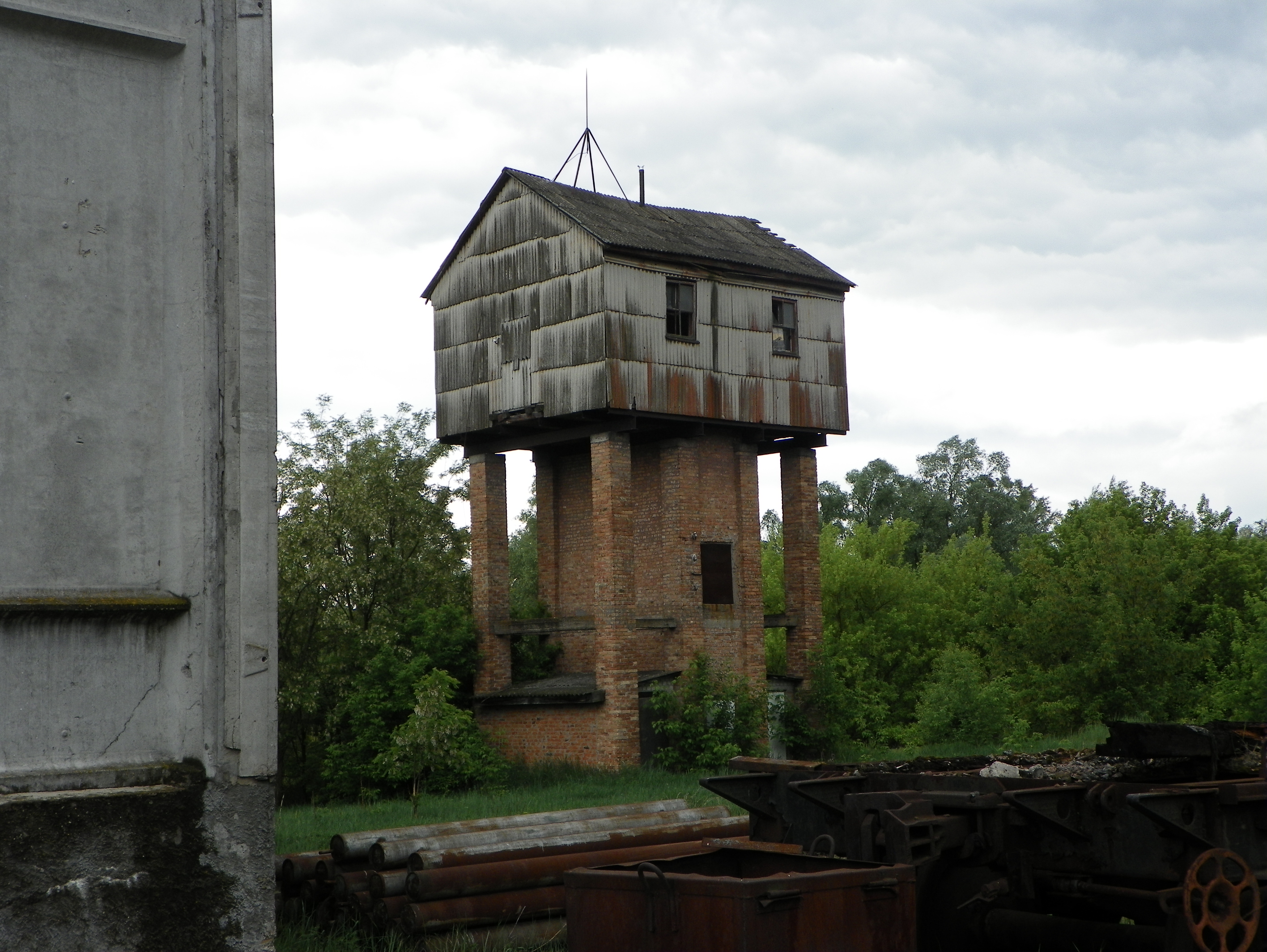
Jeden z objektů, který byl přidán do hry podle skutečné předlohy (oblast Jupiter, poblíž stanice Janov)

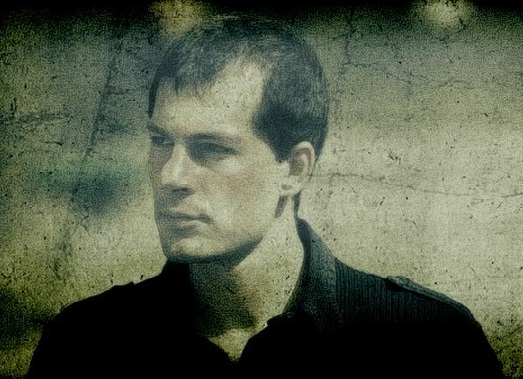
Hlavní hrdina, major Děkťarjov (mайор Дегтярёв)

Ve všech 3 hlavních lokacích se vyskytují tzv. anomálie, což jsou místa o průměru cca 10-25 metrů, kde se formují artefakty. Ty lze pomocí detektorů nalézt a sebrat. Tyto artefakty můžete prodat obchodníkovi nebo si je nechat a využívat je (viz tabulka).
Rozeznáváme 4 základní druhy anomálií: žárové, chemické, elektrické a gravitační.
Ve hře jsou 4 typy detektorů: Základní detektor Echo, pokročilý detektor Medvěd (ukazuje směr), profesionální detektor Veles (ukazuje přesnou polohu artefaktu) a detektor Svarog (vylepšený Veles, který navíc ukazuje anomální částice).
| Název          | Schopnosti                                               | Radiace | Cena         |
| -------------- | -------------------------------------------------------- | ------- | ------------ |
| Baterka        | Obnova výdrže +2                                         | 1       | 7200         |
| Skořápka       | Obnova výdrže +4                                         | 2       | 14400        |
| Sněhová vločka | Obnova výdrže +6                                         | 3       | 21600        |
| Máminy korálky | Uzdravování ran +2                                       | 1       | 7200         |
| Oko            | Uzdravování ran +4                                       | 2       | 14400        |
| Plamen         | Uzdravování ran +6                                       | 3       | 21600        |
| Krystal        | Před ohněm +3                                            | 1       | 2400         |
| Ohnivák        | Před ohněm +6                                            | 2       | 4800         |
| Kamenná krev   | Před chemií +3                                           | 1       | 2400         |
| Masová kulička | Před chemií +6                                           | 2       | 4800         |
| Jiskřič        | Před elektřinou +3                                       | 1       | 2400         |
| Blesk          | Před elektřinou +6                                       | 2       | 4800         |
| Kamenný květ   | Před psi +3                                              | 1       | 3600         |
| Měsíční světlo | Před psi +6                                              | 2       | 7200         |
| Duše           | Obnova zdraví +2                                         | 2       | 7200         |
| Koblížek       | Obnova zdraví +4                                         | 2       | 14400        |
| Světluška      | Obnova zdraví +6                                         | 3       | 21600        |
| Noční hvězda   | Nesená hmotnost +4                                       | 1       | 7200         |
| Gravi          | Nesená hmotnost +8                                       | 2       | 14400        |
| Zlatá rybka    | Nesená hmotnost +12                                      | 3       | 21600        |
| Medúza         | -                                                        | -2      | 4800         |
| Křivák         | -                                                        | -3      | 9600         |
| Bublina        | -                                                        | -4      | 14400        |
| Kompas         | Před chemií, ohněm, elektřinou, psi +3, Obnova výdrže +2 | 4       | nelze koupit |

Ve hře lze ještě nalézt další 2 unikátní artefakty, které jsou součástí misí pro vědce a nelze je opětovně nalézt.
Kompas lze získat od Noa v Zatonu, dohromady jej můžete získat dvakrát. Pokud jej ale požádáte o třetí, začne po hráči střílet. Nutno dodat, že Kompas prodáte pouze za účelem mise, druhý Kompas (o který si případně řeknete) je neprodejný.
Artefakty se částečně obnovují při emisích, před kterými je třeba se ukrýt.